# Rátkai Árpád

Rátkai Árpád (Szeged, 1939. szeptember 11. –) eszperantista, eszperantológus, egyetemi tanár. A Magyarországi Eszperantó Szövetség volt elnöke (1992-1994). Publikációi magyar és eszperantó nyelven jelentek meg.

## Élete
Biológia-földrajz szakos középiskolai tanári diploma a Szegedi Tudományegyetemen. Tanított általános iskolában, gimnáziumban, kollégiumban, nyelviskolán, pártiskolán (Munkásmozgalom Története Tanszék), tanárképző főiskolán (Földrajz Tanszék)), egyetemen (Általános és Alkalmazott Nyelvészeti Tanszék, ELTE). Kisebbségi ügyekért felelős főtanácsos volt a szegedi polgármesteri hivatalban, a Bibó István Alapítvány kisebbségpolitikai elemzője és más szervezetek kisebbségügyi tanácsadója, felügyelő bizottsági tagja vagy elnöke. Publikációk: eszperantológia, interlingvisztika (51), földrajztudomány (20), kisebbségi ügyek (36), politikatörténet, lexikoncikkek, szatírák, stb. 2000-ben nyugdíjazták.

### Családja
Felesége: Rátkai Erzsébet, gyermekei: Zsuzsanna (1968), Zoltán (1979), Katalin (1981)

### Eszperantó tevékenysége
Eszperantista 1957 óta, felsőfokú állami nyelvvizsga (1974). A Nemzetközi Pedagógus Eszperantó szemináriumok szervezője (1968, 1969). A 80-as és 90-es években eszperantó mozgalom történetének előadója az ELTE eszperantó szakán és nemzetközi posztgraduális kurzusain, vizsgáztató az Országos Nyelvvizsga Bizottságban (1986-2002), majd az Origo Nyelvvizsga Központban (2002-2005), eszperantó tanfolyamok vezetője 1964-2006.
Az Universala Esperanto-Asocio tagja 1968-2010. A Magyar (1991 óta Magyarországi) Eszperantó Szövetség tagja 1964 óta, örökös tagja 1987 óta, választmányi tag (1968-1991), elnökség tagja (1974-1994), alelnöke (1987-1992), elnöke (1992-1994), közgyűlési küldötte (2002-2008), Csongrád Megyei Bizottságának titkára (1966-1969), majd elnöke a 80-as években. 
Eszperantológiai ill. interlingvisztikai tanulmányok (1972 óta), jórészt mozgalomtörténeti, továbbá pedagógiai (főleg a denaskismo) és a nemzetközi nyelvhasználat témaköreiben. Eszperantó vonatkozású szócikkek lexikonokban (Magyar életrajzi lexikon 1978-1991, Cambridge enciklopédia, Magyar nagylexikon, Magyar katolikus lexikon, Pedagógiai lexikon, stb.)

## Főbb munkái

### Eszperantológia
- A nemzetközi nyelv, a nemzetközi munkáseszperantista mozgalom előzményei és alakulása - 1972
- A szegedi munkáseszperantista mozgalom létrejötte és megerősödése - 1973 (Szeged : Magyar Szocialista Munkáspárt Csongrád megyei :Bizottság Oktatási Igazgatóság, (Szeged [Szegedi Ny.]) .- p. 51-69. ; 22 cm

Klny.: Magyar Szocialista Munkáspárt Csongrád megyei Bizottsága Oktatási Igazgatóságának évkönyve - 1972)
- A munkáseszperantista mozgalom Hódmezővásárhelyen és Medgyesi János tevékenysége - 1974 ISBN (fűzött)
- A makói munkáseszperantista csoport története. - Kiadta: Makó város Tanácsa V. B. Müv. Oszt. - 1978 ISBN 963-03-0527-5
- A csongrád megyei munkáseszperantisták nemzetközi kapcsolatai a húszas és harmincas években - 1983 (Szeged : MSZMP Csongrád megyei Bizottság, 1983 - 137-151 p ; 24 cm )
- Esperanto-kolektaĵoj en Hungario - 1988 ( Szeged : Rátkai, 1988.- [8] p ; 21 cm)
- A Magyarországi Eszperantó Szövetség és a nemzetközi nyelvi mozgalom Magyarországon / összeáll. - Budapest : MÉSZ - 1991. 46 p.  ISBN 963 571 422 X
- A Magyarországi Eszperantó Szövetség nyelvpolitikájáról - 199? ( Budapest : Magyar Eszperantó Szövetség, 199? - 4 p ; 22 cm)
- A Magyarországi Eszperantó Szövetség Szervezeti és Működési Szabályzata - 1993 (Budapest : Magyar Eszperantó Szövetség, 1993.- 8 p ; 22 cm)
- A Magyarországi Eszperantó Szövetség szervezeti felépítése és az egyéb eszperantó szervezetek - 1994 (Szeged : [s.n.], 1994.- 4, 8 p ; 22 cm )
- dr. Rátkai Árpád: Eszperantáliák Magyarországon és néhány határon túli településen - 2006
- dr. Rátkai Árpád: Eszperantáliák Magyarországon és néhány határon túli településen - eszperantó nyelven- 2006

## Díjak, elismerések
- Pro Esperanto Emlékérem - 1994

## Tagság
- Magyarországi Eszperantó Szövetség (örökös tag) - 1965
- Universala Esperanto-Asocio (UEA) - 1968-2010

## Fordítás
- Ez a szócikk részben vagy egészben  az   Árpád Rátkai című eszperantó Wikipédia-szócikk ezen változatának fordításán alapul.  Az eredeti cikk szerkesztőit annak laptörténete sorolja fel. Ez a jelzés csupán a megfogalmazás eredetét és a szerzői jogokat jelzi, nem szolgál a cikkben szereplő információk forrásmegjelöléseként.